# Apple Pippin
Apple Pippin — назва мультимедійного комп'ютера, спроектованого Apple Computer в середині 1990-х. Він базувався на 66-МГц PowerPC 603e процесорі і працював під управлінням урізаної версії Mac OS. В Apple хотіли створити недорогий комп'ютер, призначений для програвання мультимедіа на CD, і, в основному, ігор, але який також функціонував би як мережевий комп'ютер. Pippin містив 4-швидкісний CD-ROM привід і відеовихід, що дозволяв підключати консоль до стандартного телевізора.
Apple ніколи не збиралася випускати Pippin на своїх потужностях. Корпорація мала намір продавати ліцензію на виробництво стороннім компаніям, за моделлю невдалого 3DO. Однак, єдина компанія яка випустила свій Pippin за ліцензією — Bandai. Коли Bandai Pippin був випущений в (1995 в Японії; 1996 в США), ринок консолей давно вже був зайнятий Nintendo 64, PlayStation і Sega Saturn, які були набагато потужнішими, ніж Pippin. До того ж, існувало дуже мало програмного забезпечення для Pippin, і його єдиним виробником була Bandai. Коштував $ 599 при запуску і рекламувався як дешевий комп'ютер, система більше позиціонувалася як ігрова консоль, але в порівнянні з іншими консолями будучи дуже дорогим.
Зрештою, Pippin був технологічно слабкий, оскільки це був останній гравець в 3D-поколінні ігрових систем. Версія Bandai померла швидко, вийшовши вкрай обмеженим тиражем в США і Японії.
У травні 2006 Pippin був названий  PC World Magazine одним з 25 найгірших технічних продуктів за весь час.

## Ігри
- Anime Designer: Dragon Ball Z
- CineNoir
- Compton's Interactive Encyclopedia
- Cool Crafts
- Exotic Sushi
- Gadget: Invention, Travel, & Adventure
- Gundam Tactics: Mobility Fleet 0079
- Gus Goes to Cyberopolis
- Gus Goes to the Kooky Carnival in search of Rant
- Home Improvement 1-2-3
- Katz Pippin Demo CD 2.0
- Movieoke
- Mr. Potato Head Saves Veggie Valley
- Navigator
- The Journeyman Project: Pegasus Prime
- Power Rangers Zeo Vs. The Machine Empire
- Playskool Puzzles
- Play-Doh Creations
- Racing Days
- Shock Wave: Invasion Earth: 2019
- Super Marathon
- Terror T.R.A.X.
- TV Works

## Див. Також
- Продукція Apple
- Macintosh TV
- Apple Interactive Television Box